# 1973
För sången, se 1973 (sång).
1973 (MCMLXXIII) var ett normalår som började en måndag i den gregorianska kalendern.

## Händelser

### Januari
- 1 januari

Storbritannien, Irland och Danmark ansluter sig till Europeiska gemenskaperna (idag EU).

  - Danmark, Irland och Storbritannien lämnar Efta och blir medlemmar i Europeiska gemenskaperna (EG).[1]
  - Stockholms stads auktionsverk ombildas till aktiebolag, helägt av Stockholms kommun.
  - Andelen outhyrda lägenheter tre månader efter färdigställandet i Sveriges storstadsområden når vid årsskiftet cirka 15 %, efter att tidigare ha varit[när?] runt 2 %.[2]
- 7 januari – Vänstergruppen Kommunistiska Förbundet Marxist-Leninisterna (KFML) antar Vänsterpartiet Kommunisternas (VPK) gamla namn Sveriges Kommunistiska Parti (SKP), trots VPK:s protester.
- 8 januari – Svenska tankern Tärnsjö och ett polskt lastfartyg kolliderar i Öresund, och cirka 3 000 ton tjockolja läcker ut och driver mot Sveriges kust mellan Mölle och Kullens fyr.[3]
- 17 januari – Ferdinand Marcos utnämns till "president på livstid" i Filippinerna.
- 20 januari – 34-årige läroverksadjunkten Alf Svensson blir partiledare för det svenska politiska partiet Kristen Demokratisk Samling (KDS).[1], en post som han kommer att inneha i 31 år.
- 22 januari – 176 personer, av de 202 ombord, omkommer då en chartrad Boeing 707, tillhörande  Royal Jordanian Airlines, störtar i Nigeria under landning.[4]
- 27 januari – I Paris undertecknas ett avtal om vapenstillestånd i Indokinakonflikten efter långa förhandlingar ledda av Le Duc Tho från Nordvietnam och Henry Kissinger från USA.[1]
- 29 januari
  - Sista amerikanska soldaten i Indokinakonflikten åker hem.[5]
  - 38 personer omkommer då ett egyptiskt flygplan störtar över Nicosia, Cypern.[6]

### Februari
- 4 februari – Dik Brownes Hagbard Handfaste ser dagens ljus på dagspressidorna.
- 14 februari – Sveriges riksdag inför en miljöavgift om tio öre på engångsförpackningar[förtydliga] och returglas.[7]
- 19 februari – 66 personer omkommer då ett sovjetiskt trafikflygplan störtar vid Prag, Tjeckoslovakien.[8]
- 28 februari – 18 personer omkommer då ett militärt transportflygplan störtar över Polen.[8]

### Mars
- 2 mars – Brittiska rockgruppen Pink Floyds album The Dark Side of the Moon ges ut på Harvest Records.
- 3 mars – 25 personer omkommer då ett bulgariskt trafikflygplan störtar nära Moskva, Sovjetunionen.[8]
- 4 mars – Pauli Siitonen, Finland vinner det 50:e Vasaloppet.[1]
- 5 mars – Två spanska trafikflygplan kolliderar vid Nantes, Frankrike. I det ena omkommer alla 38 personer, det andra lyckas piloten landa utan att någon omkommer.[8]
- 12 mars – Beväpnade indianer ockuperar Wounded Knee i South Dakota som protest mot USA:s behandling av urbefolkningen.[9]
- 16 mars – Invånarna i Dorotea kommun hungerstrejkar i protest mot svenska regeringens planer på sammanslagning med Åsele och Fredrika kommuner, ger upp efter en vecka.[10]
- 22 mars – 61 personer omkommer då två norska fartyg förliser i orkan utanför USA:s östkust.[8] (MV Norse Variant och MS Anita).
- 23 mars – I Washington, DC döms Gordon Liddy till 20 års fängelse för att ha erkänt medverkan i inbrottet i demokraternas partihögkvarter under amerikanska presidentvalskampanjen 1972.[1]

### April

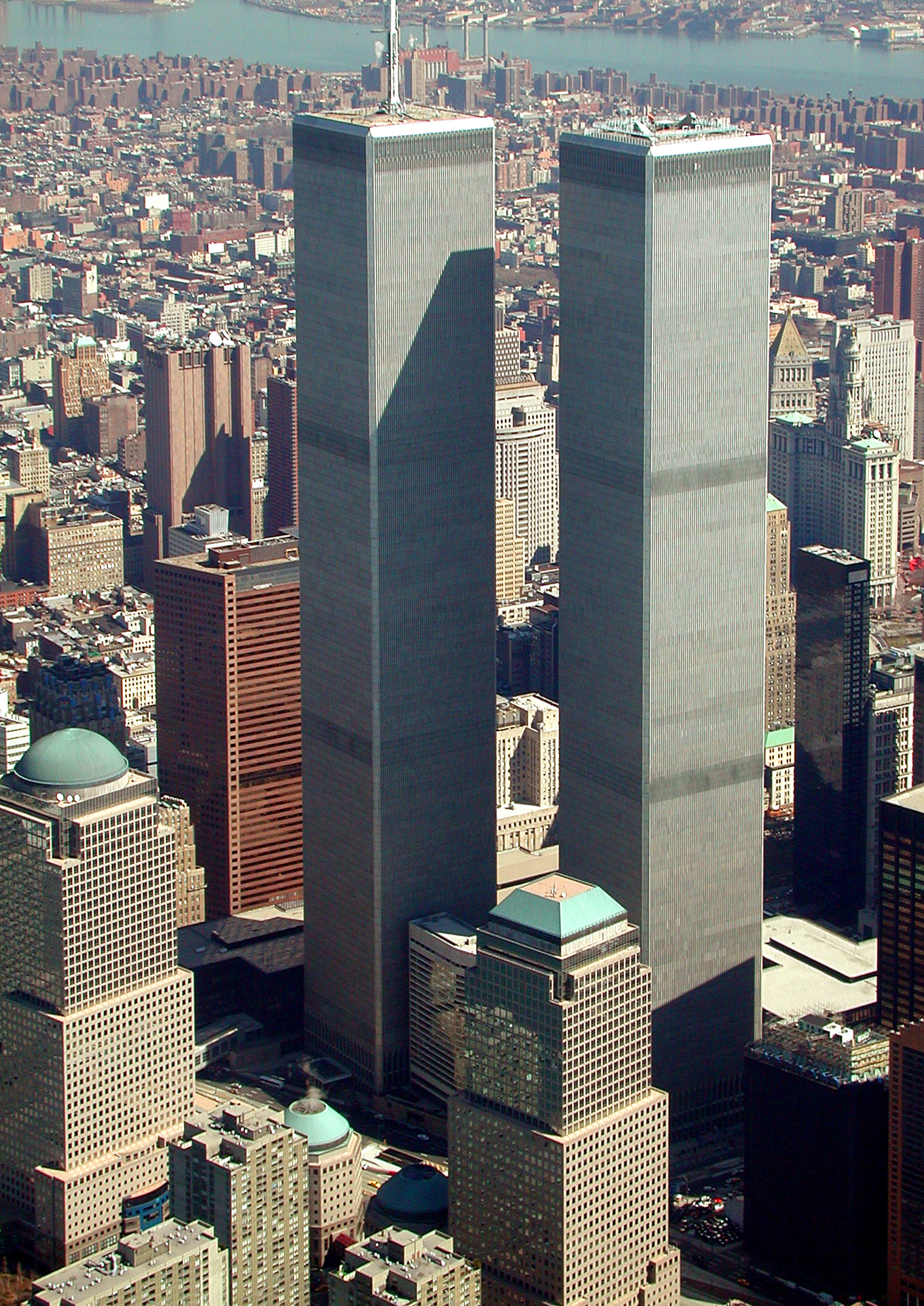
World Trade Center i New York invigs.

- 4 april – World Trade Center i New York invigs.
- 6 april – Sveriges riksdag antar en terroristlag som ger möjlighet till utvisning av utlänningar som antas tillhöra organisationer som arbetar med våld.[11] Beslutet föregås av hård debatt.[7]
- 10 april – 144 personer omkommer då ett brittiskt charterflygplan störtar vid Basel, Schweiz.[8]
- 11 april – Ingmar Bergmans TV-serie Scener ur ett äktenskap med Liv Ullmann och Erland Josephson börjar sändas i Sverige.[1]
- 12 april – Sveriges riksdag antar en datalag som skall skydda medborgarnas integritet.[7]
- 18 april – USA:s president Richard Nixon medger att Watergateinbrottet kan ha planlagts och planerats av kretsar i Vita huset.[1]
- 24 april – Gambias huvudstad byter namn, "koloniala" Bathurst blir inhemska Banjul.[12][13]
- 27 april
  - Gunnar Nilsson efterträder Arne Geijer som ordförande i svenska LO.[1]
  - Malmös sista spårvägslinje, linje 4 mellan Gustav Adolfs torg och Limhamn/Sibbarp, läggs ned.[14]

### Maj
- 2 maj – De svenska journalisterna Peter Bratt och Jan Guillou publicerar i tidningen Folket i Bild/Kulturfront ett reportage om ett okänt svenskt underrättelseorgan, Informationsbyrån (IB).[1]
- 3 maj – Storbritannien övergår till metersystemet, omläggningen skall genomföras inom två år.[5]
- 16 maj – Sveriges riksdag antar en ny lag om föräldraförsäkring, som bland annat ger fadern rätt till tio dagars ledighet vid barnets födelse.[1]
- 23 maj – En oljeanläggning nära Gamlakarleby, Finland brinner.[3]
- 27 maj - Philippe Petit[15] utför en lindans mellan Sydney Harbour Bridge bropelare, Sydney.
- 31 maj – 144 personer överlever då en indisk Boeing 737 störtar vid New Delhi, Indien.[8]

### Juni
- 1 juni – Militärregimen i Grekland utropar republik och avsätter kung Konstantin som levt i exil sedan december 1967.[1]
- 3 juni – Ett sovjetiskt överljudsflygplan störtar i ett bostadsområde nära Paris, Frankrike under flyguppvisning. 6-mannabesättningen samt 7 personer på marken omkommer.[8]
- 6 juni
  - Sveriges riksdag antar en ny svensk regeringsform och riksdagsordning.[16]
  - Sveriges riksdag beslutar att svenska statsordnar inte längre skall delas ut till svenska medborgare.[1] I stället skall statsanställda få guldklocka efter 30 års tjänst, och bara icke-svenska medborgare kunna få ordnar.[7]
- 12 juni – En svensk regeringsproposition vill avskaffa arbetsgivarnas fria uppsägningsrätt och införa turordning, vilket benämns Åmanlagarna (efter Valter Åman)[11]
- 23 juni – Vid en brand på en bar i New Orleans omkommer 29 personer.[8]
- 27 juni – Kina spränger en vätebomb i jordens atmosfär.[3]

### Juli
- 1 juli – I Sverige påbörjar Statens industriverk sin verksamhet.
- 11 juli – 117 passagerare och 5 ur besättningen omkommer då en brasiliansk Boeing 707 störtar vid Paris, Frankrike. 10 i besättningen överlever.[8]
- 12 juli – 5 personer omkommer då ett pendeltåg växlas in på fel spår i Farsta, Sverige.[8]
- 20 juli – En person dödas då en damm brister ovanför Sysslebäck.[17]
- 21 juli – Två Mossadagenter skjuter ihjäl kyparen Ahmed Bouchiki i det så kallade Lillehammerfallet. Bouchiki visar sig vara helt oskyldig och det är egentligen Ali Hassan Salameh de två agenterna är ute efter. De grips dagen därpå.
- 23 juli
  - Birgittasystrarnas nya klosterbyggnader i Vadstena invigs på 600-årsdagen av heliga Birgittas död.[7]
  - 78 personer omkommer och 1 räddas då en amerikansk Boeing 707 störtar över Tahiti.[8]
- 29 juli – En bil och en buss krockar väster om Töcksfors, Sverige och sex personer omkommer.[8]
- 31 juli – 86 personer omkommer och 2 överlever då en amerikansk DC-9 störtar vid Boston, Massachusetts, USA. 10 i besättningen överlever.[8]

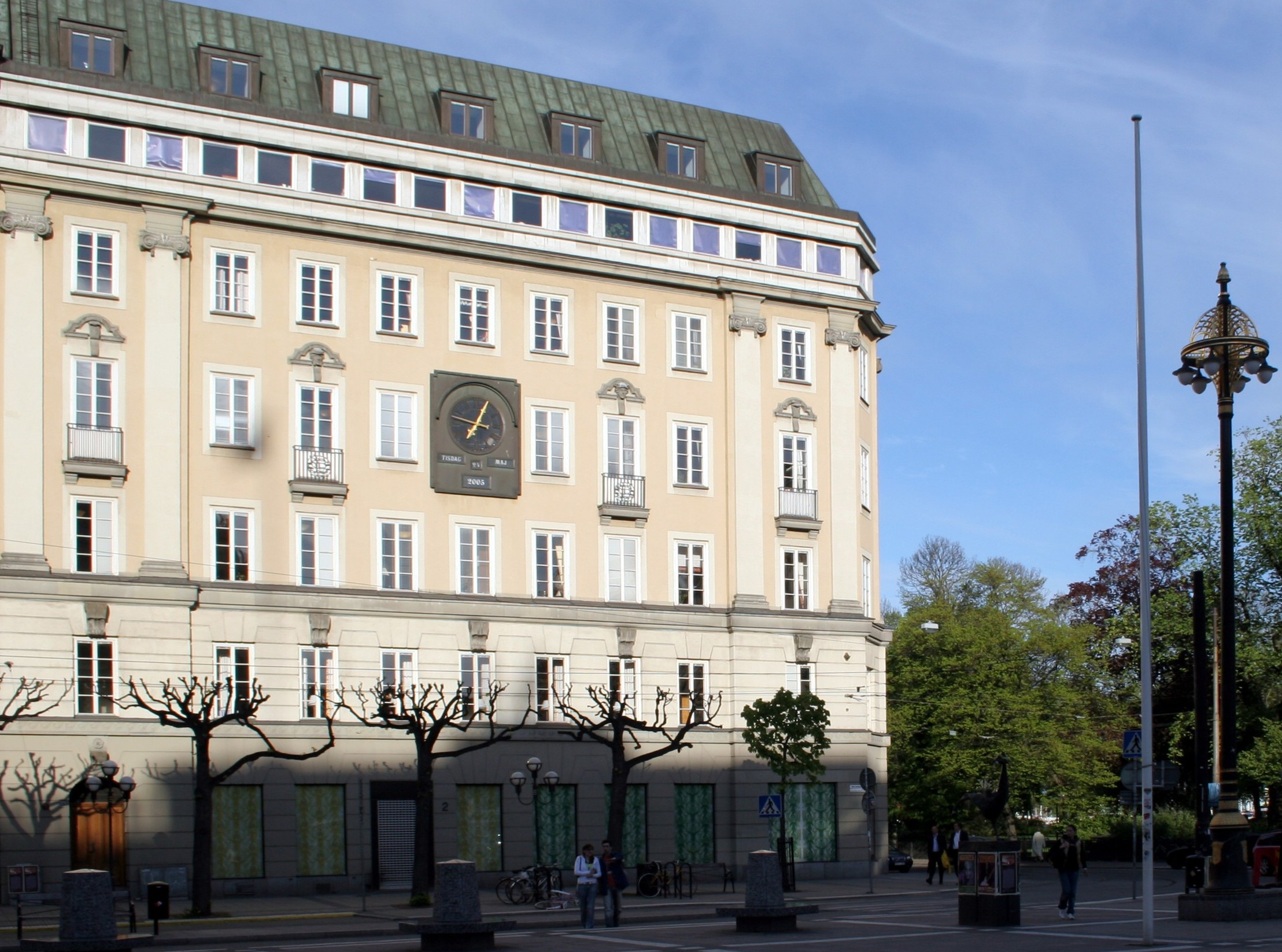
Norrmalmstorgsdramat

### Augusti
- 2 augusti – 51 personer omkommer vid hotellbrand på Isle of Man.[8]
- 13 augusti – En spansk Caravelle störtar nära La Coruña, Spanien. Alla 85 i flygplanet samt 5 personer vid nedslagsplatsen dödas.[8]
- 16 augusti – 1 500 personer omkommer vid översvämning i Pakistan.[18]
- 23 augusti – Den k-pistbeväpnade Jan-Erik Olsson tar fyra ur personalen som gisslan på Kreditbanken vid Norrmalmstorg i Stockholm.[1] Han kräver tre miljoner kronor i kontanter, en snabb bil och att den kände brottslingen Clark Olofsson skall släppas fri.[7] och föras till banken.
- 25 augusti – I Mariehamn spelar Finland och Sverige 0-0 i vad som är båda ländernas första officiella damlandskamp i fotboll.
- 28 augusti – Efter fem dagar avslutas Norrmalmstorgsdramat i och med att polisen släpper ner gas genom ett hål i bankvalvets tak och rånaren ger upp.[7] Gisslan har kommit att identifiera sig med kidnapparen och ställt sig på hans sida, något som blir känt som Stockholmssyndromet.

### September
- 1 september – 35 personer omkommer vid hotellbrand i Köpenhamn.[8]

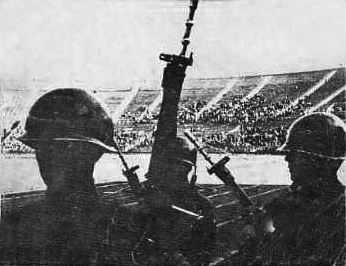
Statskupp i Chile.

- 11 september – En militärjunta, ledd av Augusto Pinochet, störtar Chiles president Salvador Allende i en blodig statskupp.[1]

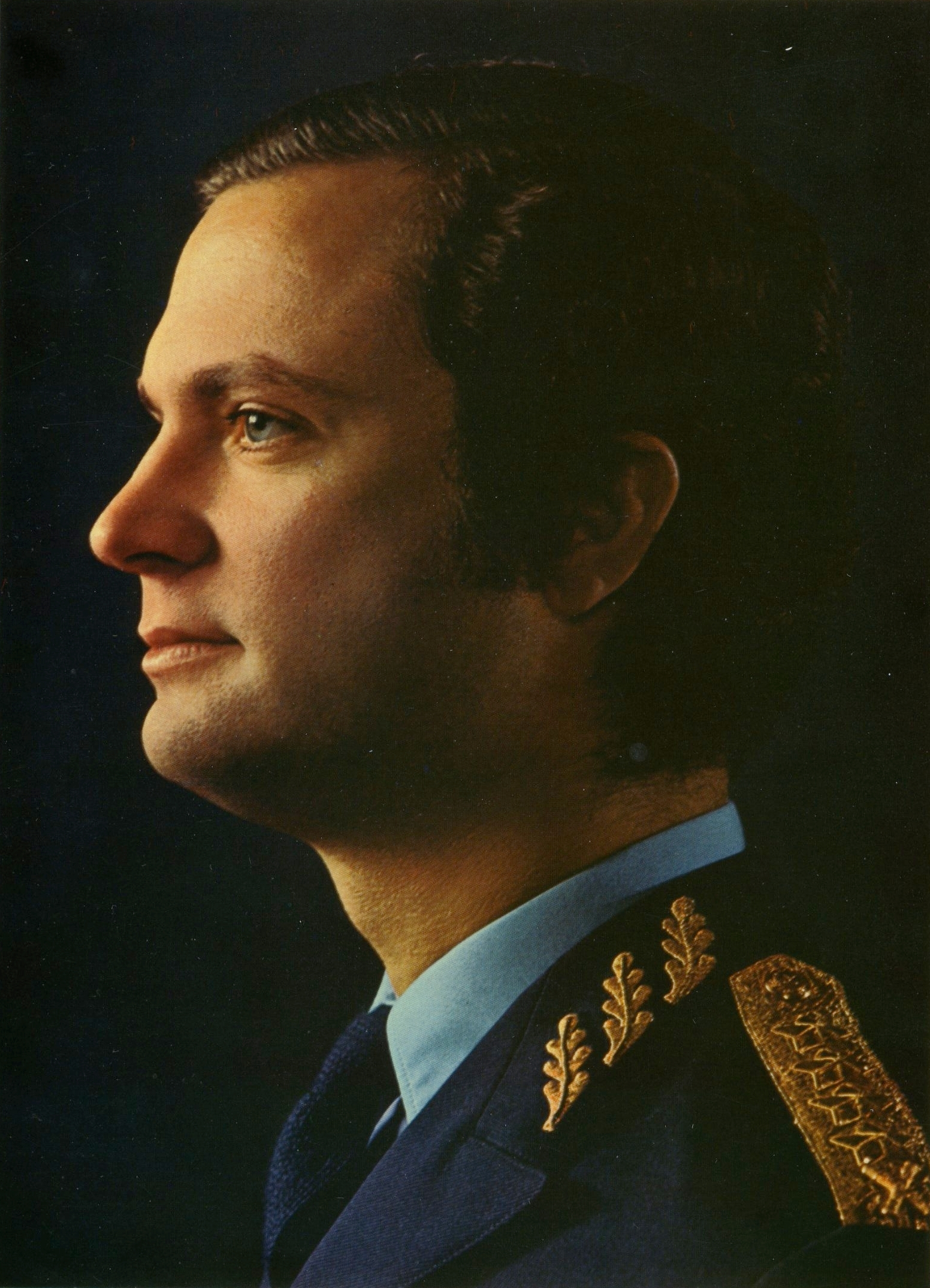
Carl XVI Gustaf ny Konung i Sverige (foto cirka 1973).

- 15 september – Sveriges Konung Gustaf VI Adolf avlider och efterträds av sin sonson Kronprins Carl (XVI) Gustaf.[1]

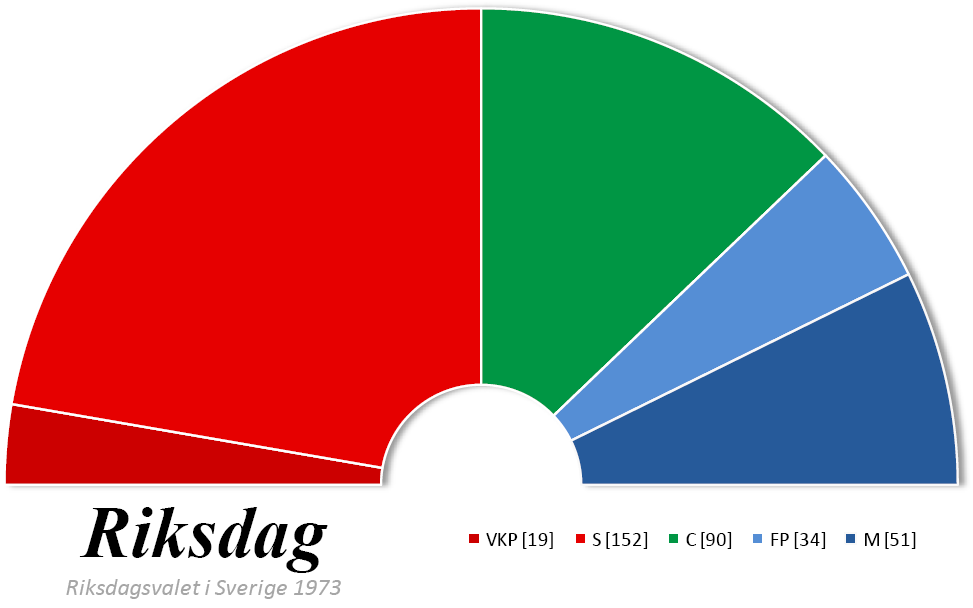
Riksdagsval i Sverige.

- 16 september – Vid det svenska riksdagsvalet blir ställningen mellan det socialistiska och det borgerliga blocket 175 lika. Både  Socialdemokraterna och Folkpartiet backar, och Centern, Moderaterna samt Vänsterpartiet kommunisterna går framåt.[1] Då blocken har lika många mandat får många frågor avgöras genom lottning under den så kallade lotteririksdagen.
- 19 september – Carl XVI Gustaf avger kungaförsäkran inför statsrådet.[11]
- 23 september – Juan Perón vinner presidentvalet i Argentina.[5]
- 24 september – Portugisiska Guinea utropar sig självständigt från Portugal, som Guinea-Bissau.[19]
- 29 september – Ett västtyskt fartyg med 1 000 fat giftig och frätande last sjunker utanför svenska ön Ölands norra udde, och några fat spolas överbord och läcker.[3]

### Oktober
- Oktober – Börje Salming och Inge Hammarström blir Sveriges tredje respektive fjärde ishockeyproffs i NHL efter Gus Forslund och Ulf Sterner, och en stor svensk ishockeyproffsvåg till Nordamerika börjar.
- 6 oktober – Fullt krig utbryter i Sinaiöknen och på Golanhöjderna när Egypten anfaller Israel,[1] mitt under Jom Kippur.
- 10 oktober – USA:s vicepresident Spiro Agnew avgår, dömd för skattefusk, och ersätts av Gerald Ford.[1]
- 16 oktober – Regeringen Korvald avgår i Norge.
- 17 oktober – Vid ett ministermöte i Kuwait beslutar 10 OPEC-medlemmar att skära ner oljeproduktionen kraftigt till dess att Israel lämnar ockuperade områden. Detta blir starten för den första oljekrisen i industriländerna, och den högkonjunktur som varat under efterkrigstiden ersätts av en lågkonjunktur under resten av 1970-talet och några år in på 1980-talet.
- 25 oktober – Israel ingår vapenvila i konflikten med Egypten och Syrien.[9]
- 31 oktober
  - Det svenska inrikesdepartementet delas upp i ett arbetsmarknads- och ett bostadsdepartement.[11]
  - Camilla Odhnoff i Blekinge län blir Sveriges första kvinnliga landshövding.[20]

### November
- 25 november – En ny militärjunta griper makten i Grekland och störtar regimen efter 6 år av Georgios Papadopoulos regim.[1]
- 27 november – Sverige slår Österrike med 2-1 i ett snöigt Gelsenkirchen i en VM-kvalmatch i fotboll.[9]

### December
- 4 december – Sveriges ambassadör Harald Edelstam förklaras icke önskvärd i Chile, efter att ha hjälpt anhängare till den just avsatte president Salvador Allende.[9]
- 6 december – Bensinransonering och andra energibesparande åtgärder beslutas i Sverige till följd av OPEC:s produktionsminskning och prishöjning på olja[11] när Sveriges regering lägger fram ett krispaket. OPEC vill stabilisera oljepriset och tvinga västvärldens stater att få Israel att lämna ockuperade områden.[7]
- 21 december – Ett norskt lastfartyg grundstöter på Kullagrundet utanför Trelleborg, Sverige och cirka 2 500 kubikmeter olja läcker ut vid Skånes sydkust.[3]
- 23 december – 105 personer omkommer då ett belgiskt charterflygplan störtar vid Marocko. 10 i besättningen överlever.[8]
- 24 december – OPEC fördubblar oljepriset vid månadens slut.[5]

### Okänt datum
- Sveriges riksdag beslutar om ett tillfälligt stopp för utbyggnaden av kärnenergiproduktionen, eftersom avfallsproblemet inte är löst.
- Den svenska kommunreformen fullbordas. Skillnaden mellan städer och landskommuner avskaffas och antalet kommuner sätts till 278.
- De flesta svenska lönearbetare får 40 timmars arbetsvecka.
- Allmän tandvårdsförsäkring lagstiftas i Sverige.
- Rättigheten till svenskundervisning för anställda invandrare på betald arbetstid lagstadgas och sätts till upp till 240 timmar.
- Den svenska lagen om miljö- och hälsofarliga varor antas.
- Sveriges riksdag tillsätter en fri- och rättighetsutredning.
- En mindre del av den svenska AP-fonden avskiljs och bildar fjärde AP-fonden, vilken skiljer sig från tidigare på så sätt att dess medel får investeras i aktier.[21]
- Efter norsk förebild bildas den svenska Amningshjälpen, vilken leder till att andelen ammande mödrar ökar från 30 till 70 procent på tio år.
- AB Elektrolux köper Wascator.
- Leksaksaffären Claestorpsboden på Birger Jarlsgatan i Stockholm (grundad 1878) läggs ned efter 95 års verksamhet.[22]
- I orten Littleton i delstaten Colorado i USA invigs sekundärskolan Columbine High School.
- Grafiska fackförbundet grundas genom en hopslagning av Svenska Typografförbundet, Svenska litografförbundet och Svenska bokbindareförbundet.

## Födda
- 8 januari
  - Sean Paul, jamaicansk rappare.
  - Henning Solberg, norsk rallyförare.
- 9 januari – Indra Birowo, indonesisk skådespelare.
- 13 januari – Nikolaj Chabibulin, rysk ishockeymålvakt.
- 14 januari – Giancarlo Fisichella, italiensk racerförare.
- 15 januari – Kateřina Neumannová, tjeckisk längdskidåkare.
- 16 januari – Josie Davis, amerikansk skådespelare.
- 19 januari – Junxia Wang, kinesisk friidrottare.
- 20 januari – Markus Mustonen, trummis i bandet Kent.
- 23 januari – Tomas Holmström, svensk ishockeyspelare.
- 24 januari – William Gregory Lee, amerikansk skådespelare.
- 31 januari – Mattias Nilsson, svensk fotbollsspelare.
- 1 februari – Yuri Landman, nederländsk musikinstrumentsbyggare, musiker och serietecknare.
- 2 februari
  - Ike Ibeabuchi, nigeriansk boxare.
  - Marisol Nichols, amerikansk skådespelare.
- 3 februari – Magnus Wernblom, svensk ishockeyspelare.
- 4 februari – Oscar de la Hoya, amerikansk boxare.
- 7 februari – Malin Stenberg, svensk regissör.
- 8 februari – Mattias Nilsson, svensk operasångare (baryton).
- 10 februari – Gunn-Rita Dahle, norsk mountainbikecyklist.
- 11 februari
  - Mathias Fredriksson, svensk längdskidåkare.
  - Varg Vikernes, norsk musiker och brottsling.
- 12 februari – Tara Strong, kanadensisk skådespelare.
- 13 februari – Göran Gillinger, svensk skådespelare.
- 15 februari – Hanna Zetterberg, svensk skådespelare och politiker.
- 16 februari
  - Gry Forssell, svensk programledare i radio och TV.
  - Cathy Freeman, australisk friidrottare.
- 17 februari – Shirley Clamp, svensk populärmusiksångerska.
- 23 februari – Linda Ulvaeus, svensk skådespelare.
- 24 februari – Aleksej Kovaljov, rysk ishockeyspelare.
- 28 februari
  - Simone Hankin, australisk vattenpolospelare.
  - Eric Lindros, kanadensisk ishockeyspelare.
- 1 mars
  - Anna Carin Zidek, svensk längdåkare och skidskytt.
  - Ahmed el-Sakka, egyptisk skådespelare.
  - Ryan Peake, gitarrspelare i bandet Nickelback.
- 7 mars
  - Hanna Dorsin, svensk skådespelare.
  - Ray Parlour, engelsk fotbollsspelare.
- 13 mars – Edgar Davids, nederländsk fotbollsspelare.
- 15 mars – Rami Lehto, finländsk politiker.
- 17 mars – Daniel Ballart, spansk vattenpolospelare.
- 19 mars – Magnus Hedman, svensk fotbollsspelare.
- 23 mars – Jerzy Dudek, polsk fotbollsspelare.
- 24 mars – Majken Pollack, svensk skådespelare och regissör.
- 25 mars – Michaela Dorfmeister, österrikisk alpin skidåkare.
- 26 mars – Sébastien Charpentier, fransk roadracingförare.
- 29 mars
  - Marc Overmars, nederländsk fotbollsspelare.
  - Johan Pettersson, svensk handbollsspelare.
- 30 mars – Jan Koller, tjeckisk fotbollsspelare.
- 1 april – Martin Axén, svensk musiker, gitarrist i The Ark.
- 3 april – Vanna Rosenberg, svensk skådespelare.
- 5 april – Pharrell Williams, amerikansk musikproducent och musiker, medlem i N.E.R.D.
- 7 april – Carole Montillet, fransk alpin skidåkare.
- 8 april – Emma Caulfield, amerikansk skådespelare.
- 9 april – Bengt Strandh, svensk ishockey- och innebandy-tränare.
- 10 april – Roberto Carlos, brasiliansk fotbollsspelare.
- 13 april – Nicolas Jalabert, fransk cyklist.
- 14 april
  - Adrien Brody, amerikansk skådespelare.
  - Dermot Clemenger, irländsk-svensk dansare, Tv-profil och sångare.
- 15 april – Teddy Lučić, svensk fotbollsspelare.
- 18 april – Haile Gebrselassie, etiopisk friidrottare.
- 24 april – Chad Ginsburg, gitarrist i det amerikanska bandet CKY
- 25 april – Mattias Enn, svensk estradör och sångare.
- 26 april – Stephanie Graf, österrikisk friidrottare.
- 29 april – Fares Fares, svensk skådespelare från Libanon.
- 30 april – Akon, R&B-Artist.
- 4 maj
  - Malin Andersson, svensk fotbollsspelare.
  - Katrin Apel, tysk skidskytt.
- 5 maj – Johan Hedberg, svensk ishockeyspelare, målvakt.
- 6 maj – Andreas Norlén, svensk jurist och politiker, talman sedan 2018.
- 7 maj – Paolo Savoldelli, italiensk tävlingscyklist.
- 9 maj – Tegla Loroupe, etiopisk friidrottare.
- 10 maj
  - Aviv Geffen, israelisk poet, sångare och skådespelare.
  - Tora Sudiro, indonesisk skådespelare.
- 12 maj – Mackenzie Astin, amerikansk skådespelare.
- 16 maj – Tori Spelling, amerikansk skådespelare.
- 17 maj
  - Josh Homme, amerikansk musiker.
  - Jekaterina Rednikova, rysk skådespelare.
- 19 maj – Andreas Johansson, svensk ishockeyspelare.
- 23 maj – Livia Millhagen, svensk skådespelare.
- 24 maj
  - Jill Johnson, svensk countrysångerska.
  - Vladimír Šmicer, tjeckisk fotbollsspelare.
- 25 maj – Molly Sims, amerikansk fotomodell och skådespelare.
- 31 maj – Joshua J. Cohen, amerikansk demokratisk politiker.
- 1 juni – Heidi Klum, tysk supermodell och skådespelare.
- 12 juni
  - Daron Rahlves, amerikansk alpin skidåkare.
  - Dregen, gitarrist i den svenska gruppen Backyard Babies
- 18 juni
  - Eddie Cibrian, amerikansk skådespelare.
  - Alexandra Meissnitzer, österrikisk alpin skidåkare.
- 19 juni – Melania Grego, italiensk vattenpolospelare.
- 21 juni – Juliette Lewis, amerikansk skådespelare och musiker.
- 24 juni – Jere Lehtinen, finländsk ishockeyspelare.
- 26 juni
  - Jussi Sydänmaa (Amen), gitarrist i det finska metalbandet Lordi.
  - Gretchen Wilson, amerikansk countryartist.
- 5 juli
  - Róisín Murphy, irländsk sångerska.
  - Marcus Allbäck, svensk fotbollsspelare.
- 6 juli – William Lee Scott, amerikansk skådespelare.
- 8 juli – Kathleen Robertson, kanadensisk skådespelare.
- 11 juli – Konstantinos Kenteris, grekisk friidrottare.
- 12 juli – Christian Vieri, italiensk fotbollsspelare.
- 15 juli
  - John Dolmayan, amerikansk musiker, trummis i System Of A Down.
  - Brian Austin Green, amerikansk skådespelare.
- 16 juli
  - Stefano Garzelli, italiensk cyklist.
  - Tim Ryan, amerikansk demokratisk politiker.
- 20 juli
  - Peter Forsberg, svensk ishockeyspelare.
  - Haakon Magnus, norsk kronprins.
- 22 juli
  - Daniel Jones, brittisk musiker, medlem i Savage Garden 1997–2001.
  - Rufus Wainwright, kanadensisk musiker och låtskrivare.
- 23 juli
  - Gunn Margit Andreassen, norsk skidskytt.
  - Monica Lewinsky, amerikansk f.d. praktikant i Vita Huset som hade en affär med president Bill Clinton och stod i centrum av Lewinskyaffären.
- 24 juli – Mika Niskanen, finländsk ishockeyspelare.
- 25 juli – Dani Filth, brittisk sångare, frontman i Cradle of Filth.
- 26 juli
  - Chris Pirillo, amerikansk medieperson och bloggare.
  - Kate Beckinsale, brittisk skådespelare.
  - Lina Perned, svensk skådespelare.
- 30 juli – Markus Näslund, svensk ishockeyspelare.
- 2 augusti – Dan Boren, amerikansk demokratisk politiker.
- 3 augusti – Chris Murphy, amerikansk demokratisk politiker.
- 6 augusti
  - Tina Nordström, svensk kock och programledare i TV.
  - Vera Farmiga, amerikansk skådespelare.
- 7 augusti – Armand Krajnc, svensk boxare.
- 9 augusti
  - Filippo Inzaghi, italiensk fotbollsspelare.
  - Kevin McKidd, brittisk skådespelare.
  - Katarina Wennstam, svensk journalist och författare.
- 12 augusti
  - Joseba Beloki, spansk cyklist.
  - Richard Reid, terrorist, känd som "skobombaren".
- 13 augusti – Kamila Shamsie, pakistansk-brittisk författare.
- 16 augusti – Fredrik Wikingsson, svensk författare, journalist, DJ och programledare.
- 19 augusti – Mette-Marit Tjessem Høiby, norsk kronprinsessa.
- 21 augusti
  - Heather Moody, amerikansk vattenpolospelare.
  - Nikolaj Valujev, rysk tungviktsboxare.
- 22 augusti
  - Lee Dainton, brittisk skateboardåkare och stuntman.
  - Howie Dorough, medlem i Backstreet Boys.
  - Jonas Rönnqvist, svensk ishockeyspelare.
  - Jan Stankiewicz, svensk handbollsspelare, kopia av Svenska Dagbladets guldmedalj 1998.
  - Kristen Wiig, amerikansk skådespelerska och komiker.
- 23 augusti – Thuy Thu Le, amerikansk-vietnamesisk skådespelare.
- 24 augusti
  - Inge de Bruin, nederländsk simmare.
  - David Chappelle, amerikansk ståuppkomiker och skådespelare.
- 27 augusti – Dietmar Hamann, tysk fotbollsspelare.
- 31 augusti – Elin Jönsson, svensk journalist och författare.
- 3 september – Jennifer Paige, amerikansk singer/songwriter.
- 4 september
  - Magnus Johansson, svensk ishockeyspelare.
  - Kirill Pirogov, rysk skådespelare.
- 5 september – Rose McGowan, amerikansk skådespelare.
- 6 september – Greg Rusedski, brittisk tennisspelare.
- 9 september – Frode Andresen, norsk skidskytt.
- 12 september
  - Martina Ertl-Renz, tysk alpin skidåkare.
  - Paul Walker, amerikansk skådespelare.
- 13 september – Christine Arron, fransk friidrottare.
- 14 september – Nas, eg. Nasir Bin Olu Dara Jones, amerikansk musiker.
- 15 september – Daniel, född Westling, svensk prins, gift med kronprinsessan Victoria.
- 18 september
  - Fredrik Löwegren, svensk orienterare.
  - James Marsden, amerikansk skådespelare.
  - Hugo Salazar Campos, svensk musiker.
  - Mark Shuttleworth, sydafrikansk entreprenör och rymdturist.
- 19 september – Cristiano da Matta, brasiliansk racerförare.
- 21 september – Magnus Hessel, svensk IT-strateg.
- 23 september – Artim Sakiri, makedonsk fotbollsspelare.
- 25 september
  - Hugo Emretsson, svensk skådespelare.
  - Bridgette Wilson, amerikansk skådespelare.
- 26 september – Maria Bonnevie, svensk skådespelare.
- 27 september – Johan Östling, svensk skådespelare.
- 29 september – Alfie Boe, brittisk operasångare.
- 30 september – Fredrik Erixon, svensk ekonom och författare.
- 1 oktober – Devin Nunes, amerikansk republikansk politiker, kongressledamot 2003–.
- 2 oktober – Maria Wetterstrand, svensk politiker.
- 3 oktober
  - Neve Campbell, kanadensisk skådespelare.
  - Ljubomir Vranjes, svensk handbollsspelare.
- 6 oktober
  - Ioan Gruffudd, brittisk skådespelare.
  - Cecilia Hjortsberg, svensk operasångerska.
- 7 oktober
  - Dida, eg. Nelson de Jesus Silva, brasiliansk fotbollsspelare.
  - Sami Hyypiä, finländsk fotbollsspelare.
- 9 oktober – Linda Skugge, svensk författare och journalist.
- 15 oktober – Aleksandr Filimonov, rysk fotbollsspelare.
- 15 oktober – Maria Hjort, svensk professionell golfspelare.
- 16 oktober
  - Jacek Berensztajn, polsk fotbollsspelare.
  - Eva Röse, svensk skådespelare och TV-programledare.
- 19 oktober – Patrick Murphy, amerikansk demokratisk politiker.
- 20 oktober – Gian Pyres, brittisk gitarrist.
- 22 oktober – Ichiro Suzuki, japansk basebollspelare.
- 23 oktober
  - Uliana Lopatkina, ukrainsk ballerina.
  - Lars Malmros, svensk musiker, trummis i Broder Daniel.
- 24 oktober – Levi Leipheimer, professionell tävlingscyklist.
- 25 oktober – Lamont Bentley, amerikansk skådespelare.
- 26 oktober – Seth MacFarlane, amerikansk animatör, röstskådespelare, manusförfattare och producent.
- 27 oktober – Jessica Andersson, sångerska i gruppen Fame.
- 31 oktober – Beverly Lynne, amerikansk skådespelare.
- 3 november – Mickael Thompson, svensk musiker, gitarrist i Slipknot.
- 5 november – Aleksej Jasjin, rysk ishockeyspelare.
- 6 november – Jonna Bergh, chefredaktör och journalist.
- 7 november – Yoon-jin Kim, sydkoreansk skådespelare.
- 12 november
  - Ibrahim Ba, fransk fotbollsspelare.
  - Egil Gjelland, norsk skidskytt.
- 14 november – Dilnarin "Dee" Demirbag, svensk dansare (bland annat för artisten E-Type) och fotomodell.
- 15 november – Abdullah Zubromawi, saudisk fotbollsspelare.
- 21 november – Inés Sastre, spansk skådespelare.
- 22 november – Cassie Campbell, kanadensisk ishockeyspelare.
- 26 november
  - Peter Facinelli, amerikansk skådespelare.
  - Marcus Öhrn, svensk musiker och dokusåpadeltagare.
  - Berndt Joakim Haldin, finlandssvensk regissör, producent och programledare.
- 29 november – Ryan Giggs, brittisk fotbollsspelare.
- 29 november – Fredrik Norrena, finländsk ishockeymålvakt.
- 2 december
  - Monica Seles, amerikansk tennisspelare.
  - Jan Ullrich, tysk cyklist och vinnare av 1997 års Tour de France.
- 5 december – Ellen Mattsson, svensk skådespelare.
- 5 december - Anne Lagercrantz, svensk journalist och vd för Sveriges Television.
- 11 december – Mos Def, amerikansk Rap-artist.
- 17 december – Paula Radcliffe, brittisk friidrottare, långdistanslöpare.
- 19 december – Andreas Salomonsson, svensk ishockeyspelare.
- 20 december – Nadia Farès, fransk skådespelare.
- 23 december – Daniel Chopra, svensk golfspelare.
- 26 december – Melissa Mills, australisk vattenpolospelare.
- 27 december
  - Tobias Billström, svensk moderat politiker, riksdagsledamot från 2002.
  - Sophie Gustafson, svensk golfspelare.
- 28 december – Herborg Kråkevik, norsk skådespelare och sångare
- 30 december – Ato Boldon, friidrottare från Trinidad och Tobago.

## Avlidna

### Första kvartalet

#### Januari
- 10 januari – Lasse Krantz, 69, svensk skådespelare, sångare och revyartist.
- 22 januari – Lyndon B. Johnson, 64, amerikansk politiker, USA:s president 1963–1969.
- 23 januari – Kid Ory, 86, amerikansk jazzmusiker.
- 25 januari – Lars Nordrum, 51, norsk skådespelare.
- 26 januari – Edward G. Robinson, 79, amerikansk skådespelare.

#### Februari
- 16 februari – Georg Eliasson, 67, svensk textförfattare, revyförfattare, radioman och förlagschef.
- 18 februari – Frank Costello, 82, amerikansk gangsterboss.
- 20 februari – Martin Ericsson, 81, svensk skådespelare.
- 21 februari – Oskar Olsson, 67, grundare av Trollhätteglass.
- 23 februari – Dickinson W. Richards, 77, amerikansk fysiolog, nobelpristagare.
- 27 februari – Helge Lindberg, 74, svensk kompositör och kapellmästare.

#### Mars
- 3 mars – Guy Gillette, 94, amerikansk demokratisk politiker.
- 6 mars – Pearl S. Buck, 80, amerikansk författare, nobelpristagare.
- 11 mars – Erik Hell, 61, svensk skådespelare.
- 14 mars – Chic Young, 72, amerikansk serietecknare.
- 26 mars
  - Noël Coward, 73, brittisk pjäsförfattare, skådespelare, regissör, manusförfattare och producent.
  - Rune Stylander, 55, svensk skådespelare och regiassistent.
- 30 mars – Eva Steen, 83, norsk skådespelare.

### Andra kvartalet

#### April
- 8 april – Pablo Picasso, 91, spansk konstnär, grafiker, skulptör och poet[5].
- 12 april – Arthur Freed, 78, amerikansk textförfattare och filmproducent.
- 23 april – Otto Eißfeldt, 85, tysk evangelisk teolog.
- 25 april – Rune Lindström, 56, svensk manusförfattare och skådespelare.
- 28 april
  - Robert Buron, 63, fransk politiker.
  - Jacques Maritain, 90, fransk filosof.

#### Maj
- 6 maj – Ola Isene, 74, norsk sångare och skådespelare.
- 9 maj – Uuno Montonen, 81, finländsk skådespelare.
- 10 maj – Karin Smirnoff, 93, finlandssvensk författare.
- 21 maj
  - Carlo Emilio Gadda, 79, italiensk författare.
  - Ivan Konev, 75, rysk-sovjetisk militär, marskalk från 1944.
- 29 maj – P. Ramlee, 44, malaysisk skådespelare och sångare.

#### Juni
- 3 juni – Jarl Hamilton, 53, svensk skådespelare.
- 4 juni
  - Maurice René Fréchet, 94, fransk matematiker
  - Eric Magnusson, 75, svensk skådespelare.
- 5 juni – Gösta Dunker, 66, svensk fotbollsspelare.
- 8 juni – Emmy Sonnemann, 80, tysk skådespelare.

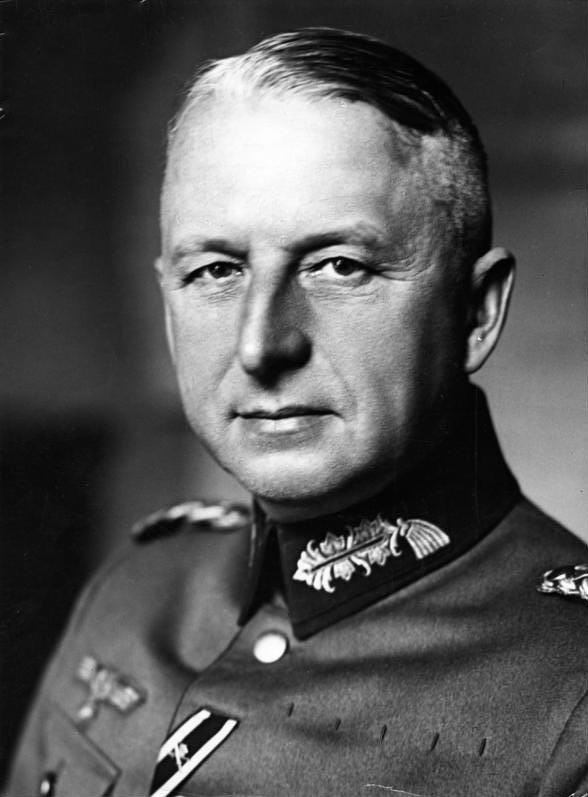
Den tyske generalfältmarskalken Erich von Manstein avled den 10 juni, 85 år gammal.

- Den tyske generalfältmarskalken Erich von Manstein avled den 10 juni, 85 år gammal.10 juni – Erich von Manstein, 85, tysk generalfältmarskalk.
- 11 juni
  - Claes Gill, 62, norsk skådespelare.
  - Einar Vaage, 84, norsk skådespelare.
- 19 juni – Gustaf Molander, 84, svensk regissör, skådespelare och manusförfattare.[11]
- 22 juni – David Erikson, 74, svensk skådespelare.
- 25 juni – Aron Gurwitsch, 72, tysk filosof.
- 26 juni – John Cranko, 45, sydafrikansk koreograf.
- 29 juni – Leonardo Henrichsen, 33, svensk-argentinsk journalist.

### Tredje kvartalet

#### Juli
- 2 juli
  - Ferdinand Schörner, 81, tysk generalfältmarskalk.
  - Sven Zetterström, 71, svensk journalist och manusförfattare.
  - Betty Grable, 56, amerikansk filmskådespelare.
  - Swede Savage, 26, amerikansk racerförare.
- 7 juli – Veronica Lake, 50, amerikansk filmskådespelare.
- 13 juli – Nils Liljeqvist, 70, svensk manusförfattare.
- 20 juli
  - Bruce Lee, 32, kinesisk-amerikansk skådespelare.
  - Robert Smithson, 35, amerikansk konstnär inom minimalism och earth art (flygolycka).
- 22 juli – Eddie Rickenbacker, 82, amerikansk jaktplanspilot i första världskriget.
- 29 juli – Roger Williamson, 25, brittisk racerförare.

#### Augusti
- 1 augusti – Walter Ulbricht, 80, östtysk politiker.
- 4 augusti – Bernhard Sönnerstedt, 62, svensk teaterledare och operasångare (basbaryton).
- 6 augusti
  - Fulgencio Batista, 72, kubansk politiker, president 1933–1944 och 1952–1959.
  - James Beck, 44, brittisk skådespelare.
- 8 augusti
  - Dean Corll, 33, amerikansk seriemördare.
  - Vilhelm Moberg, 74, svensk författare.[1]
- 9 augusti – Stina Seelig, 66, svensk skådespelare.
- 12 augusti – Marguerite Wenner-Gren, amerikansk operasångerska.[23]
- 16 augusti – Selman A. Waksman, 85, ukrainsk-amerikansk biokemist, nobelpristagare.

#### September
- 1 september – Arthur V. Watkins, 86, amerikansk republikansk politiker och jurist, senator 1947–1959.
- 2 september – J.R.R. Tolkien, 81, brittisk författare.
- 10 september – Allan Gray, 71, polsk-brittisk kompositör.
- 11 september – Salvador Allende, 65, chilensk läkare och politiker, Chiles president 1970–1973.
- 12 september – Sören Aspelin, 67, svensk skådespelare, revyartist, kompositör, musiker (piano) och teaterchef.
- 15 september – Gustaf VI Adolf, 90, kung av Sverige sedan 1950.[11]
- 16 september – Víctor Jara, 40, chilensk visdiktare och sångare, avrättad.
- 19 september – Gram Parsons, 26, amerikansk countryartist.
- 20 september – Jim Croce, 30, amerikansk sångare och låtskrivare.
- 22 september – Paul van Zeeland, 79, belgisk politiker.
- 23 september
  - Pablo Neruda, 69, chilensk författare, nobelpristagare i litteratur.
  - A.S. Neill, 89, brittisk pedagog.
  - Fuller Warren, 67, amerikansk demokratisk politiker, guvernör i Florida 1949–1953.
- 26 september – Anna Magnani, 65, italiensk skådespelare.
- 29 september – W.H. Auden, 66, brittisk poet.

### Fjärde kvartalet

#### Oktober
- 2 oktober
  - Ragnar Arvedson, 77, svensk regissör, manusförfattare, producent och skådespelare.
  - Paavo Nurmi, 76, finländsk medel- och långdistanslöpare med 25 världsrekord och 9 olympiska guldmedaljer.
- 6 oktober – François Cevert, 29, fransk racerförare.
- 10 oktober – Ludwig von Mises, 92, österrikisk nationalekonom.
- 12 oktober – Folke Bramme, 71, svensk musiker (cello).
- 16 oktober – Gene Krupa, 64, amerikansk jazztrumslagare.
- 18 oktober – Leo Strauss, 74, tysk-amerikansk politisk filosof.
- 22 oktober – Pablo Casals, 96, spansk cellist.
- 24 oktober – Werner Ohlson, 68, svensk skådespelare.

#### November
- 1 november – Ezra Pound, 87, amerikansk poet.
- 2 november – Willard Ringstrand, 65, svensk kompositör, musikarrangör, orkesterledare och musiker (piano, hammondorgel).
- 12 november – Wacław Stachiewicz, 78, polsk brigadgeneral.
- 13 november – Elsa Schiaparelli, 83, italiensk modeskapare.
- 14 november – Lulu Ziegler, 70, dansk skådespelare, regissör och sångerska.
- 16 november – Alan Watts, 58, brittisk filosof, författare och talare.
- 17 november – Thorbjörn Widell, 56, svensk skådespelare.
- 18 november – Alois Hába, 80, tjeckisk tonsättare och musikpedagog.
- 20 november – Mária Bellová, 88, slovakisk läkare.
- 24 november – Carl Reinholdz, 64, svensk skådespelare och sångare.
- 27 november – John Padovano, 57, amerikansk skådespelare och filmproducent.
- 28 november – Knut G. Ewerlöf, 83, svensk högerpolitiker, konsultativt statsråd 1941–1945.
- 29 november – Oswald Menghin, 85, österrikisk arkeolog och professor.

#### December
- 1 december – David Ben-Gurion, 87, israelisk politiker.
- 3 december – Mona Geijer-Falkner, 86, svensk skådespelare.
- 13 december – William Bendtz, 68, svensk produktionsledare och filmproducent.
- 19 december – Prentiss M. Brown, 84, amerikansk demokratisk politiker, senator 1936–1943.
- 20 december
  - Bobby Darin, 37, amerikansk popmusiker.
  - Luis Carrero Blanco, 69, spansk amiral och politiker.
- 24 december – Nils Johannisson, 87, svensk skådespelare.
- 25 december
  - Harry Bakwin, 79, amerikansk professor.
  - Ismet Inönü, 87, turkisk politiker.
- 26 december
  - Ilmari Salomies, 80, ärkebiskop i Åbo ärkestift inom Evangelisk-lutherska kyrkan i Finland 1951–1964.
  - Herbert Tingsten, 77, svensk professor och chefredaktör på DN.[11]

## Nobelpris
- Fysik
  - Leo Esaki, Japan
  - Ivar Giæver, USA
  - Brian D Josephson, Storbritannien
- Kemi
  - Ernst Otto Fischer, Västtyskland
  - Geoffrey Wilkinson, Storbritannien
- Medicin
  - Karl von Frisch, Västtyskland
  - Konrad Lorenz, Österrike
  - Nikolaas Tinbergen, Storbritannien
- Litteratur – Patrick White, Australien
- Fred
  - Henry Kissinger, USA
  - Lê Đức Thọ, Nordvietnam (avböjde priset)
- Ekonomi – Wassily Leontief, USA

### Fotnoter
1. 1 2 3 4 5 6 7 8 9 10 11 12 13 14 15 16 17 18 19 20  20:e århundrades När Var Hur – 1973, Bernt Himmelstedt, Forum, 1999
2. ↑  75 år Sverige, Carl-Adam Nycop, Bra Böcker, 1976, sidan 232 – När bostadsmarknaden svängde
3. 1 2 3 4 5  Faktakalendern 1997, Semic, 1996
4. ↑  Kano air disaster
5. 1 2 3 4 5  Faktakalendern 2000 – 1973 (Utlandet), Semic, 1999
6. ↑  Egyptair Ilyushin Nicosia Crash
7. 1 2 3 4 5 6 7 8  Sverige 1900-talet – 1973, NE, Bra Böcker, 2000
8. 1 2 3 4 5 6 7 8 9 10 11 12 13 14 15 16 17 18  Faktakalendern 1996, Semic, 1995
9. 1 2 3 4  100 år med Aftonbladet – 1973, 1999
10. ↑  75 år Sverige, Carl-Adam Nycop, Bra Böcker, 1976, sidan 233 – Hungerstrejken hjälpte ej
11. 1 2 3 4 5 6 7 8  Hundra år i Sverige – 1973, Hans Dahlberg, Albert Bonniers, 1999
12. ↑  ”Gambia: The Post-Colonial Period, Part III” (på engelska). Gambia. Arkiverad från originalet den 11 december 2022. https://web.archive.org/web/20221211145025/https://www.gambia.com/gambia-the-post-colonial-period-part-iii/. Läst 11 december 2022.
13. ↑  History of Banjul
14. ↑  ”BILDEXTRA: Malmö spårväg”. Sydsvenskan. 7 april 2013. Arkiverad från originalet den 24 september 2015. https://web.archive.org/web/20150924225944/http://www.sydsvenskan.se/malmo/bildextra-malmo-sparvag/. Läst 15 januari 2019.
15. ↑   Philippe Petit's Sydney Harbour Bridge highwire walk, ABC News /abc.net.au (läst 26 juni 2025)
16. ↑  Faktakalendern 2000 – 1973 (Sverige), 1999
17. ↑  75 år Sverige, Carl-Adam Nycop, Bra Böcker, 1976, sidan 233 – Dammen rasade i Sysslebäck
18. ↑  Faktakalendern 2006, Semic, 2005
19. ↑  World Statesmen
20. ↑  75 år Sverige, Carl-Adam Nycop, Bra Böcker, 1976, sidan 238 – Kvinnlig landshövding i Blekinge
21. ↑  ”Regeringens proposition 1977/78:145 om ändring i reglementet (1959:293) angående allmänna pensionsfondens förvaltning”. Riksdagen. http://www.riksdagen.se/sv/Dokument-Lagar/Forslag/Propositioner-och-skrivelser/om-andring-i-reglementet-1959_G103145/?html=true.
22. ↑  ”Leksaker – miniatyrer i massupplaga”. Populär Historia. 20 mars 2001. Arkiverad från originalet den 10 mars 2012. https://web.archive.org/web/20120310003554/http://www.popularhistoria.se/artiklar/leksaker-%E2%80%93-minatyrer-i-massupplaga/. Läst 12 oktober 2017.
23. ↑  75 år Sverige, Carl-Adam Nycop, Bokförlaget Bra böcker, 1976, sidan 182 – Glansen (som flagnade) kring Wenner-Grens